# 芬利波因特 (蒙大拿州)
芬利波因特（英語：Finley Point）是位於美國蒙大拿州萊克縣的普查規定居民點。

## 人口
根據2020年美國人口普查的數據，芬利波因特的面積為29.51平方千米，當中陸地面積為11.05平方千米，而水域面積為18.46平方千米。當地共有人口532人，而人口密度為每平方千米18.03人。